# Jacques Fromental Halévy
Jacques-François-Fromental-Élie Halévy (París, 27 de mayo de 1799-Niza, 17 de marzo de 1862) fue un compositor francés.

## Biografía
Su padre, de apellido Lévy, originario de Fürth (Baviera), era maestro de escuela y poeta. Su madre, Julie Meyer, era de la localidad francesa de Malzéville, cerca de Nancy. En el año 1807, la familia cambió el apellido por el de Halévy.
A la edad de 7 años entró en el Conservatorio de París donde tuvo como maestros a Félix Cazot (solfeo), Lambert (piano), Henri Berton (armonía), Étienne Nicolas Méhul y Luigi Cherubini (contrapunto). Con este último estableció una amistad que duró toda su vida. En 1817, obtuvo el primer Segundo Premio de Roma y dos años más tarde el Primer Gran Premio.
En 1827 fue nombrado profesor de armonía del conservatorio y, un poco más tarde impartirá clases de contrapunto y composición. Compuso un gran número de óperas, pero solamente La Juive, grand opéra en cinco actos sobre un libreto de Eugène Scribe, se sigue interpretando en la actualidad.
Contrajo matrimonio con Léonida Rodríguès, una mujer artista y culta, hija de un banquero, con la que tuvo tres hijas, una de ellas, Genevieve, contrajo matrimonio con Georges Bizet —con quien trabajó el sobrino de Jacques, Ludovic Halévy, uno de los libretistas de la ópera Carmen— y posteriormente señora de Émile Strauss. Murió de tuberculosis en Niza el 17 de marzo de 1862.
Además de su inspiración como músico, tenía también verdadero talento como escritor, y bajo el seudónimo de Gervasius escribió varias cartas sobre música, además de un tratado de contrapunto y fuga firmado por Luigi Cherubini.
De entre las 36 obras que escribió para el teatro, las más aplaudidas fueron Guido et Ginebra ou la Peste de Florence sobre un libreto de Scribe (1838), La Reine de Chipre sobre un libreto de Saint-Georges (1841) y Charles VI sobre un libreto de Casimir et Germain Delavigne (1843).
Entre sus óperas cómicas se pueden citar: L’Eclair (1835), Les Moousquetaires de la Reine (1846), Le Val d’Andorre (1848) y La Tempesta (1850). Su obra comprende también algunas cantatas, diversas piezas de música vocal, un De Profundis para la ceremonia fúnebre del duque de Berry.
En 1833, sucedió a François-Joseph Fétis como profesor de contrapunto en el conservatorio y fue elegido miembro de la Academia de Bellas Artes sustituyendo a Anton Reicha. Después de su muerte, el barón de Rothschild le concedió a su viuda una pensión, mientras que M. Rodriquez le envió la cantidad de 8000 francos para la dote de sus hijos y homenaje póstumo.
Como profesor tuvo como alumnos más destacados a Charles Gounod, Camille Saint-Saëns, Victor Massé, François Bazin y Georges Bizet, casado con su hija en 1869.

## Obras
Halévy escribió alrededor de cuarenta óperas en total, incluyendo:
- L'artisan (1827)
- Le roi et le batelier (1827)
- Clari (1828), en italiano; un éxito modesto, incluso aunque el rol titular lo interpretó María Malibrán.
- La dilettante d'Avignon (1828)
- Attendre et courir (1830)
- La langue musicale (1830)
- La tentation (1832)
- Les souvenirs de Lafleur (1833)
- Ludovic (1833), acabó una ópera que había dejado inacabada Hérold.
- La Juive (1835), su primer éxito.
- L'éclair (1835), también un gran éxito, en la misma temporada.
- Guido et Ginevra (1838)
- Les treize (1839)
- Le shérif, (1839) a la que Hector Berlioz se refirió como una "deliciosa ópera cómica".
- Le drapier (1839)
- Le guitarréro (1841)
- La reine de Chypre (1841) alabada por Richard Wagner.
- Charles VI (1843) (repuesta en Compiègne en 2005).
- Le lazzarone, ou Le bien vient en dormant (1844).
- Les mousquetaires de la reine (1846)
- Les premiers pas (1847)
- Le val d'Andorre (1848)
- La fée aux roses (1849)
- La tempesta (1850), en italiano, basada en La tempestad de Shakespeare.
- La dame de pique (1850) (NO se basa en la adaptación que hizo Prosper Mérimée de la nobvela de Aleksandr Pushkin.
- Le Juif errant (1852) basada en la novela de Eugène Sue.
- Le nabab (1853)
- Jaguarita l'Indienne (1855)
- L'inconsolable (1855)
- Valentine d'Aubigny (1856)
- La magicienne (1858)
- Noé (1858–1862): inacabada por la muerte de Halévy, terminada por Georges Bizet.

Halévy también escribió para el ballet, proporcionando música incidental para una versión francesa del Prometeo encadenado de Esquilo y escribió cantatas.